# Condensação de Bose-Einstein de polaritons
Condensação de Bose–Einstein de polaritons é um campo crescente na pesquisa de óptica de semicondutores, que exibe coerência espontânea similar a um laser, mas através de um mecanismo diferente. Uma transição contínua da condensação de polariton para a emissão a laser pode ser feita de forma semelhante à transição de um condensado de Bose–Einstein para um estado BCS no conresponseo de gases de Fermi. A condensação de polaritons é às vezes chamada de "laser sem inversão".

## Visão Geral
Polaritons são bósons quasipartículas que podem ser considerados fótons vestidos. Em uma cavidade óptica, os fótons têm uma massa efetiva e, quando a ressonância óptica em uma cavidade é aproximada em energia de uma ressonância eletrônica (tipicamente um exciton) em um meio dentro da cavidade, os fótons tornam-se fortemente interativos e se repelem. Portanto, eles agem como átomos que podem se aproximar do equilíbrio devido às suas colisões, e podem passar por condensação de Bose-Einstein (BEC) em alta densidade ou baixa temperatura. O condensado de Bose de polaritons então emite luz coerente como um laser. Porque o mecanismo para o início da coerência são as interações entre os polaritons, e não o ganho óptico que vem da inversão, a densidade limiar pode ser bastante baixa.

## História
A teoria do BEC de polaritons foi proposta pela primeira vez por Atac Imamoglu e coautores, incluindo Yoshihisa Yamamoto. Esses autores reivindicaram a observação desse efeito em um artigo subsequente, mas isso foi eventualmente demonstrado como sendo um laser padrão. Em trabalhos posteriores em colaboração com o grupo de pesquisa de Jacqueline Bloch, a estrutura foi redesenhada para incluir vários poços quânticos dentro da cavidade para evitar a saturação da ressonância do exciton, e em 2002 evidências de condensação fora do equilíbrio foram relatadas que incluía correlações fóton-fóton consistentes com coerência espontânea. Grupos experimentais posteriores têm utilizado essencialmente o mesmo projeto. Em 2006, o grupo de Benoit Deveaud e coautores relatou a primeira reivindicação amplamente aceita de condensação de Bose-Einstein fora do equilíbrio de polaritons baseado na medição da distribuição de momento dos polaritons. Embora o sistema não estivesse em equilíbrio, um pico claro no estado fundamental do sistema foi observado, uma previsão canônica do BEC. Ambos esses experimentos criaram um gás de polaritons em uma expansão livre não controlada. Em 2007, o grupo experimental de David Snoke demonstrou a condensação de Bose-Einstein fora do equilíbrio de polaritons em uma armadilha, semelhante à forma como os átomos são confinados em armadilhas para experimentos de condensação de Bose-Einstein. A observação da condensação de polaritons em uma armadilha foi significativa porque os polaritons estavam deslocados do ponto de excitação a laser, de modo que o efeito não poderia ser atribuído a um simples efeito não linear da luz laser. Jaqueline Bloch e colegas observaram a condensação de polaritons em 2009, após o que muitos outros experimentalistas reproduziram o efeito (para revisões, consulte a bibliografia). Evidências para a superfluidez de polaritons foram relatadas por Alberto Amo e colegas, baseado na dispersão suprimida dos polaritons durante seu movimento. Este efeito foi observado mais recentemente em temperatura ambiente, que é a primeira evidência de superfluidez em temperatura ambiente, embora em um sistema altamente não equilibrado.

## Condensação de polaritons em equilíbrio
A primeira demonstração clara da condensação de Bose-Einstein de polaritons em equilíbrio foi relatado por uma colaboração entre David Snoke, Keith Nelson e colegas, utilizando estruturas de alta qualidade fabricadas por Loren Pfeiffer e Ken West em Princeton. Antes desse resultado, os condensados de polaritons sempre eram observados fora do equilíbrio. Todos os estudos mencionados acima utilizaram bombeamento óptico para criar o condensado. A injeção elétrica, que possibilita um laser de polaritons, o qual poderia ser um dispositivo prático, foi demonstrada em 2013 por dois grupos.

## Condensação fora do equilíbrio
Os condensados de polaritons são um exemplo, e o exemplo mais estudado, da condensação de Bose-Einstein de quase-partículas. Como a maioria dos trabalhos experimentais sobre condensados de polaritons utilizou estruturas com tempo de vida muito curto para os polaritons, um grande corpo de teoria abordou as propriedades da condensação e superfluidez fora do equilíbrio. Em particular, Jonathan Keeling E Iacopo Carusotto e C. Ciuti mostraram que, embora um condensado com dissipação não seja um "verdadeiro" superfluido, ainda possui uma velocidade crítica para o início dos efeitos superfluidos.